# Dortebachtal
Koordinaten: 50° 10′ 23″ N, 7° 12′ 33″ O
Das Dortebachtal ist ein Naturschutzgebiet in Klotten (Landkreis Cochem-Zell, Rheinland-Pfalz).
Das Naturschutzgebiet, das mit Verordnung vom 20. Mai 1930 unter Naturschutz gestellt wurde, liegt nordöstlich von Klotten entlang des Dortebaches, eines nördlichen Zuflusses der Mosel. Ein geschnitztes Hinweisschild an der B 49 zeigt Besuchern den Weg unter der Eisenbahnlinie hindurch in das Tal.
Der untere Teil des Dortebachtals ist ein alpin anmutendes Erosionstal. Es öffnet sich nach Süden zur Mosel hin zwischen zwei Felsköpfen. Etwas oberhalb springt von Westen her ein felsiger Rücken vor, der vom Bach im rechten Winkel umflossen wird. Von der Mosel bis zu diesem Vorsprung besteht die Westseite aus steilen, trockenen Felsen, während der Osthang abgeböscht ist.

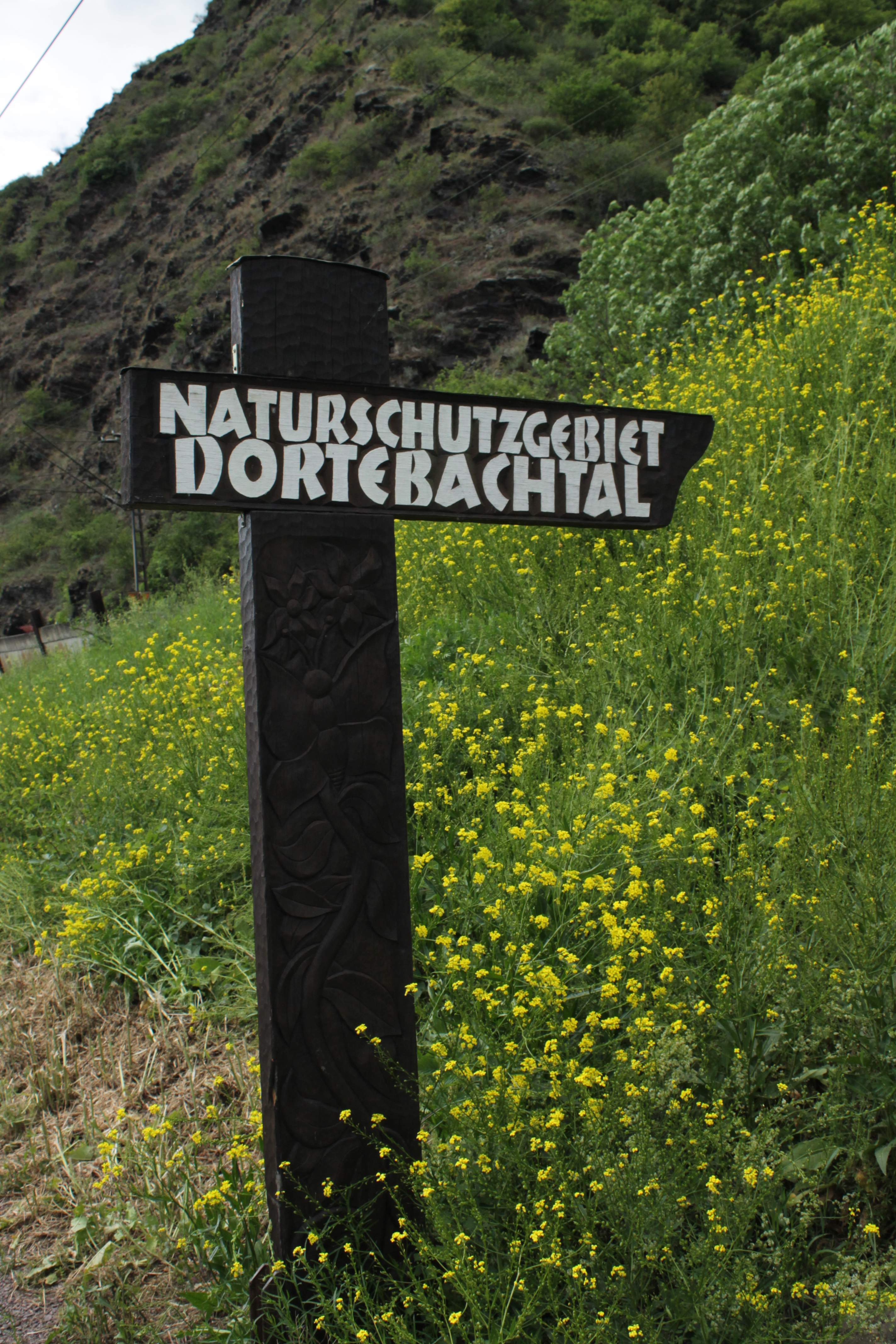
Das Eingangsschild zum Dortebachtal
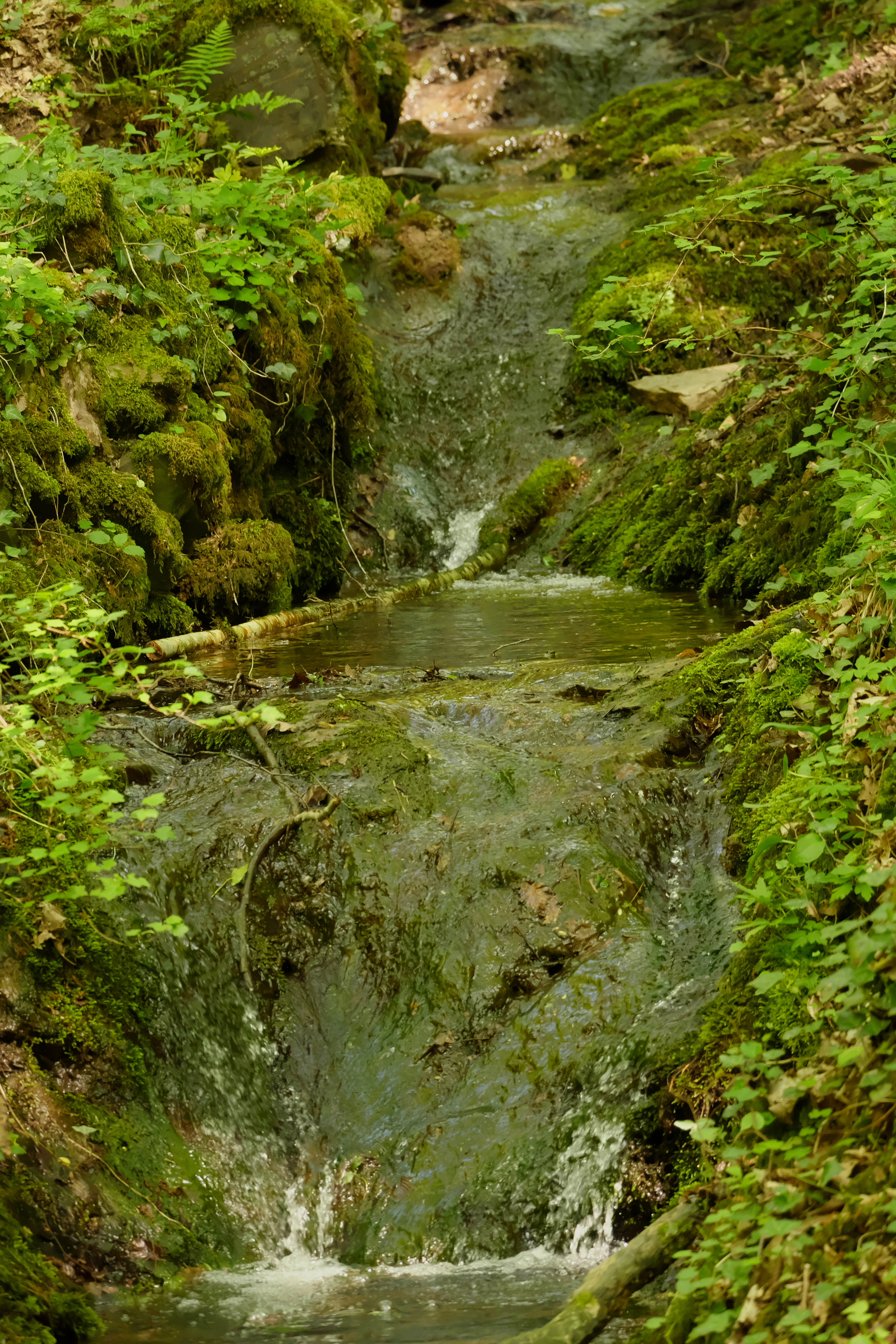
Dortebach
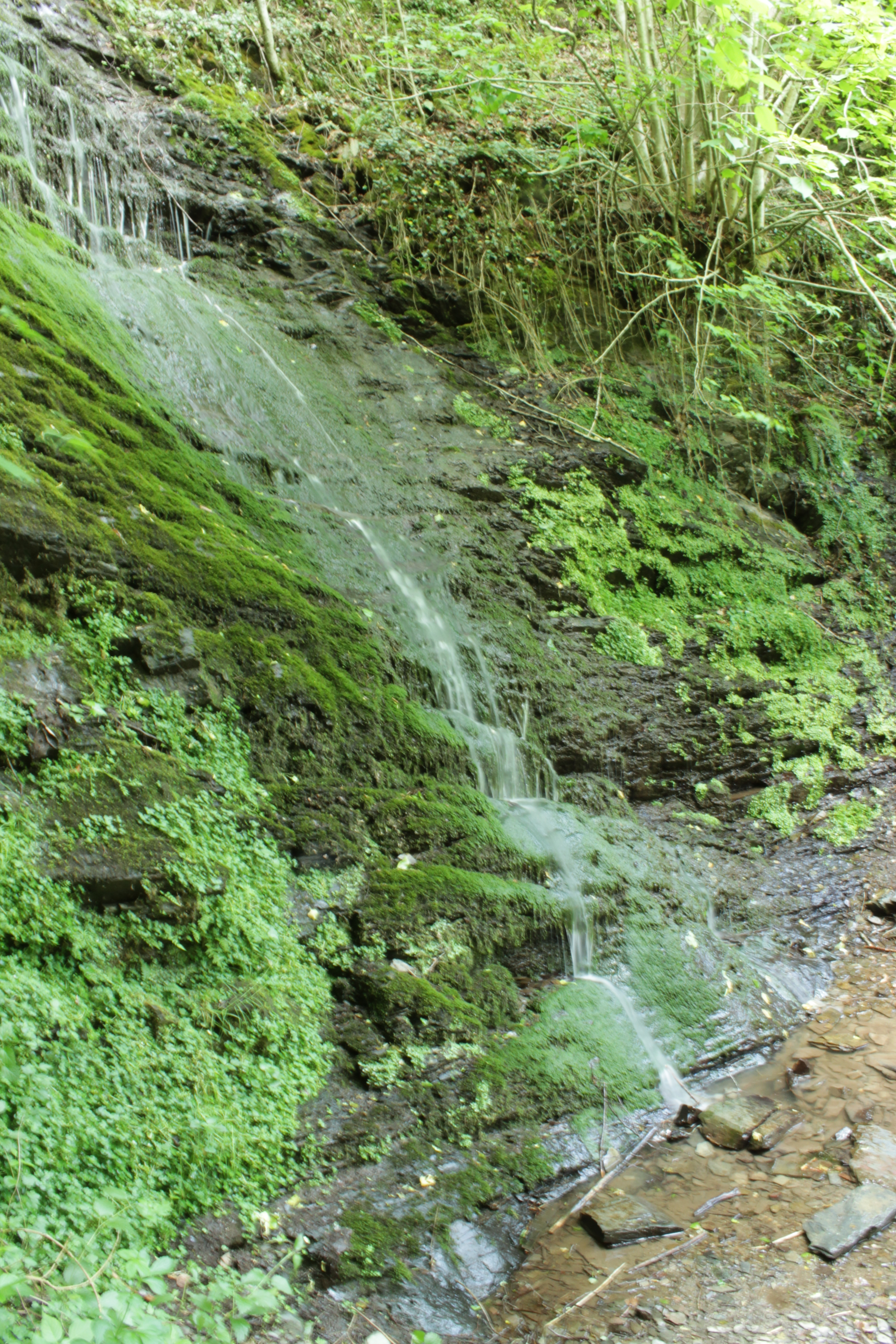
Der Wasserfall im Dortebachtal
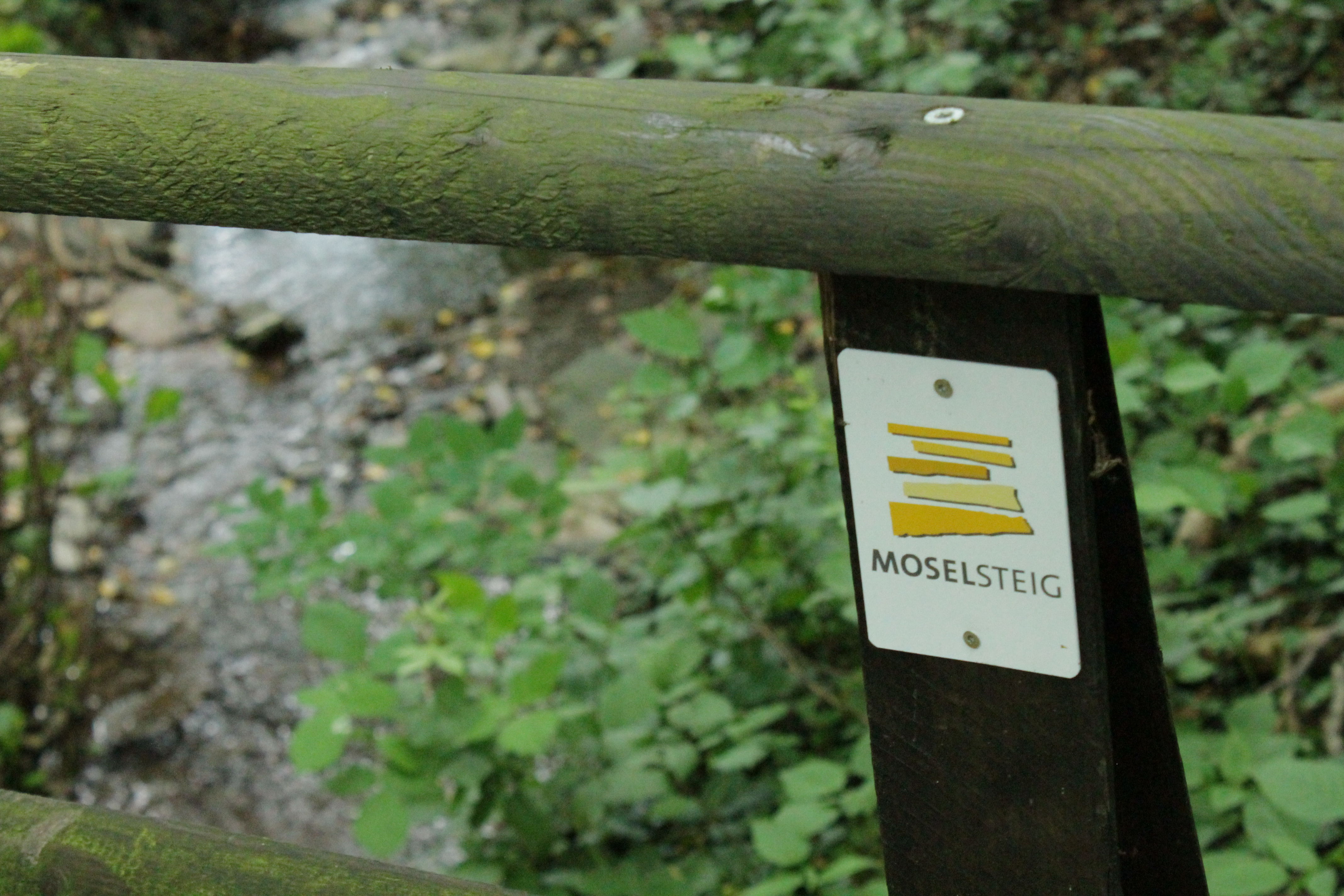
Das Dortebachtal ist ein Teil des Moselsteigs
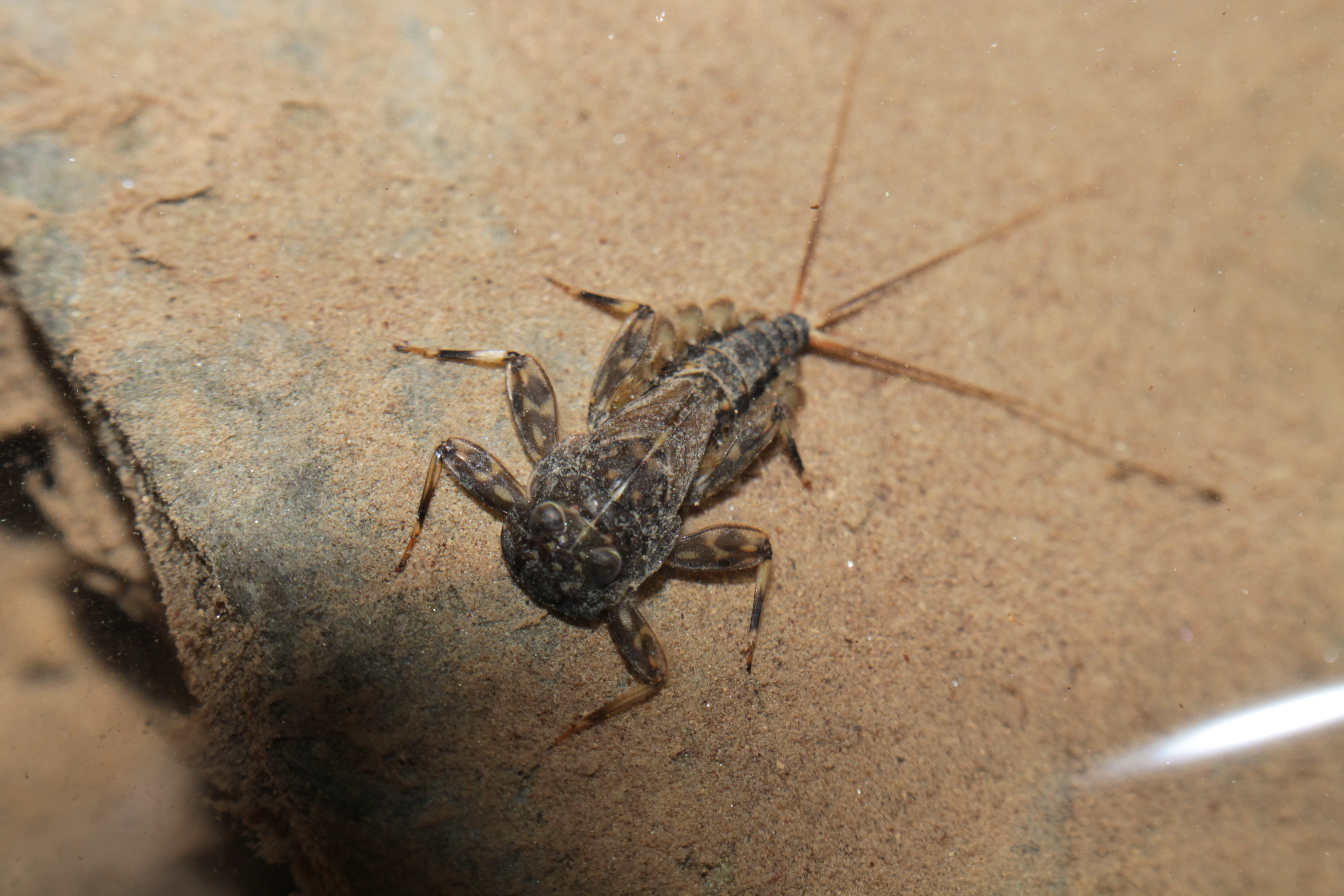
Larve einer Eintagsfliege